# Klitellum

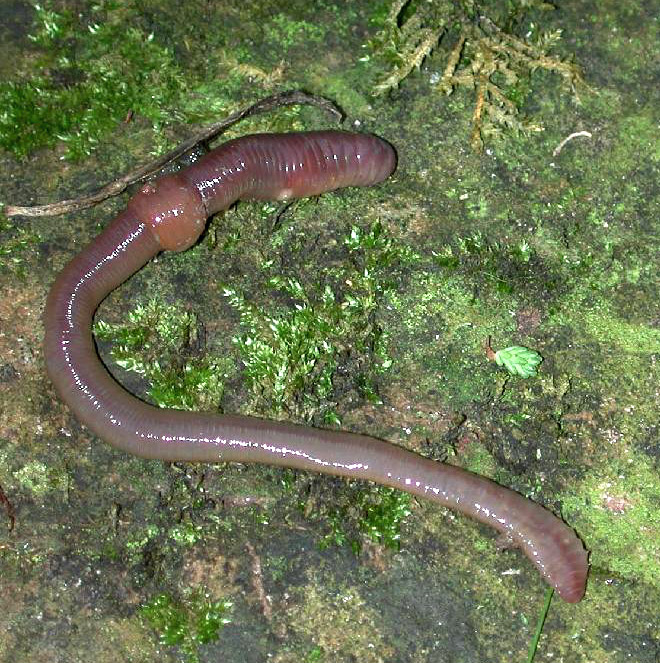
Duże klitellum u dżdżownicy

Klitellum, siodełko (łac. clitellum) – zgrubiały, obrączkowaty odcinek ciała tworzący się na naskórku siodełkowców (Clitellata), z licznymi, silnie rozwiniętymi komórkami wydzielniczymi, uczestniczącymi w procesie rozmnażania i wytwarzania kokonu. Obejmuje od dwóch do kilkudziesięciu segmentów.
W siodełku występują trzy funkcjonalne grupy gruczołów:
- wydzielające śluz potrzebny podczas kopulacji,
- produkujące substancje potrzebne do budowy kokonu,
- produkujące albuminy tworzące środowisko dla rozwijających się zarodków.

Obecność siodełka jest cechą taksonomiczną odróżniającą siodełkowce od pozostałych pierścienic.
Położenie klitellum u wybranych rodzin i podrodzin:
- Naidinae – dwa kolejne segmenty pomiędzy IV a VIII,
- pozostałe podrodziny Naididae – X i XI,
- Enchytraeidae – XI i XII,
- Phreodrilidae – połowa XII i cały XIII,
- Lumbriculidae – kilka segmentów począwszy od VIII lub IX,
- Capilloventridae – od połowy XII do XIV,
- Haplotaxidae – kilka segmentów począwszy od X lub XI.